# Chambre de commerce et d'industrie du Lot
La chambre de commerce et d'industrie du Lot est la CCI du département du Lot. Son siège est à Cahors au 107, quai Cavaignac.
Elle fait partie de la chambre de commerce et d'industrie de région Occitanie.

## Missions
À ce titre, elle est un organisme chargé de représenter les intérêts des entreprises commerciales, industrielles et de service du Lot et de leur apporter certains services. C'est un établissement public qui gère en outre des équipements au profit de ces entreprises.
Comme toutes les CCI, elle est placée sous la double tutelle du Ministère de l'Industrie et du Ministère des PME, du Commerce et de l'Artisanat.

### Service aux entreprises
- Centre de formalités des entreprises
- Assistance technique au commerce
- Assistance technique à l'industrie
- Assistance technique aux entreprises de service
- Point A (apprentissage)

### Gestion d'équipements
- Base Technique d’entretien et d’hivernage à bateaux de Saint Géry ;
- Port fluvial de Cahors ;
- Port de Douelle ;
- Port de Luzech ;
- Port de Bouziès ;
- Hôtels d’entreprises  ;
- Centre d'affaires ;
- ZI Cahors Sud.

### Centres de formation
- Centre consulaire de formation avec une formation BTS Management des Unités Commerciales.

## Historique
En mai 2020, Jean Hugon succède à Thomas Chardard à la présidence de la chambre.

## Pour approfondir